# Agnes Kempler's Sacrifice
Agnes Kempler's Sacrifice è un cortometraggio muto del 1915 diretto e interpretato da Hobart Henley che ha, nel ruolo del titolo, l'attrice Cleo Madison.

## Produzione
Il film fu prodotto dalla Rex Motion Picture Company.

## Distribuzione
Distribuito dall'Universal Film Manufacturing Company, il film uscì nelle sale cinematografiche statunitensi il 12 settembre 1915.